# 1983 à la télévision
| Années de la télévision : 1980 - 1981 - 1982 - 1983 - 1984 - 1985 - 1986    |
| Décennies de la télévision : 1950 - 1960 - 1970 - 1980 - 1990 - 2000 - 2010 |

Cet article présente les faits marquants de l'année 1983 à la télévision.

## Évènements
- Programme de décentralisation audiovisuel en France : douze stations régionales de FR3 diffusent quotidiennement trois heures de leurs propres programmes.

## Émissions
- Le Bébête show (TF1)
- L'École des fans (Antenne 2)
- Super défi (TF1)

## Séries télévisées
Diffusion de la série de science-fiction américaine V (1985 en France).
La série américaine CHIPS est diffusée en France pour la première fois.
- 10 janvier : Début de la série Fraggle Rock de Jim Henson sur le réseau HBO
- 23 janvier : Début de la série L'Agence tous risques sur le réseau NBC
- 10 septembre : Début de diffusion de la série Les Minipouss sur le Réseau ABC.

- 17 septembre : Début de diffusion des séries d'animation Mister T. et Alvin et les Chipmunks sur le réseau NBC.
- 16 octobre : Début de diffusion de Fraggle Rock en France sur FR3.
- 24 octobre : Début de diffusion de la série Inspecteur Gadget sur FR3.

## Distinctions

### Emmy Award(États-Unis)
- Meilleur feuilleton ou série dramatique : Capitaine Furillo
- Meilleure série d'humour : Cheers
- Meilleure série pour enfants et adolescents : Fraggle Rock
- Meilleure actrice dans un feuilleton ou une série dramatique : Tyne Daly pour le rôle de Mary Beth Lacey dans Cagney et Lacey
- Meilleur acteur dans un feuilleton ou une série dramatique : Ed Flanders pour Hôpital St Elsewhere
- Meilleur acteur dans une série comique : Judd Hirsch pour le rôle d'Alex Rieger dans Taxi
- Meilleure actrice dans une série comique : Shelley Long pour le rôle de Diane Chambers dans Cheers

## Chaines
- Disney Channel fait son apparition

## Principales naissances
- 5 mai : Henry Cavill, acteur américain.
- 1er juin : Jake Silbermann, acteur américain.
- 16 juillet : Eleanor Matsuura, actrice britannique.
- 21 décembre : Steven Yeun, acteur américain.

## Principaux décès
- 13 janvier : Arthur Space, acteur américain (° 12 octobre 1908).
- 7 juin : Denise Glaser, productrice et présentatrice de télévision (° 30 novembre 1920).
- 29 juillet : Raymond Massey, acteur américain (° 30 août 1896).
- 14 octobre : Paul Fix, acteur et scénariste américain (° 13 mars 1901).